# The Places You Have Come to Fear the Most
The Places You Have Come to Fear the Most é o segundo álbum de estúdio da banda Dashboard Confessional, lançado em 20 de Março de 2001.
Recebeu o certificado de ouro da RIAA, por ter vendido mais de 500.000 cópias nos Estados Unidos.
"Screaming Infidelities" e "Again I Go Unnoticed" apareceram no primeiro álbum da banda, The Swiss Army Romance.

## Faixas
1. "The Brilliant Dance" – 3:03
2. "Screaming Infidelities" – 3:46
3. "The Best Deceptions" – 4:15
4. "This Ruined Puzzle" – 2:52
5. "Saints and Sailors" – 2:33
6. "The Good Fight" – 2:27
7. "Standard Lines" [*] – 2:27
8. "Again I Go Unnoticed" – 2:17
9. "The Places You Have Come to Fear the Most" – 2:56
10. "This Bitter Pill" – 3:14

[*] Às vezes incorretamente chamada de "Hope You're Happy" em redes P2P

## Paradas
Álbum
| Chart                  | Posição Máxima |
| ---------------------- | -------------- |
| Top Heatseekers        | 1              |
| Top Independent Albums | 5              |
| Billboard 200          | 108            |